# ラ・ナシオン
『ラ・ナシオン』（スペイン語: La Nación）は、アルゼンチンの日刊紙（朝刊）およびそれを発行する新聞社。「国民」を意味する。国内の保守系紙の代表格をなし、中道の代表格の『クラリン』紙と競合している。平均で、平日16万部、日曜日25万部発行されている。本社所在地は、アルゼンチン共和国ブエノスアイレス自治市ブシャール通り557番。

## 新聞
1870年1月4日、La Nación Argentina として元大統領（1862年-1868年）で軍人のバルトロメ・ミトレ(1821年-1906年)らによって創刊された。1914年まで元外務大臣のホセ・ルイス・ムラトゥレ（外相任期：1914年-1916年）が主筆を務めた。1945年8月28日、La Nación に改名された。

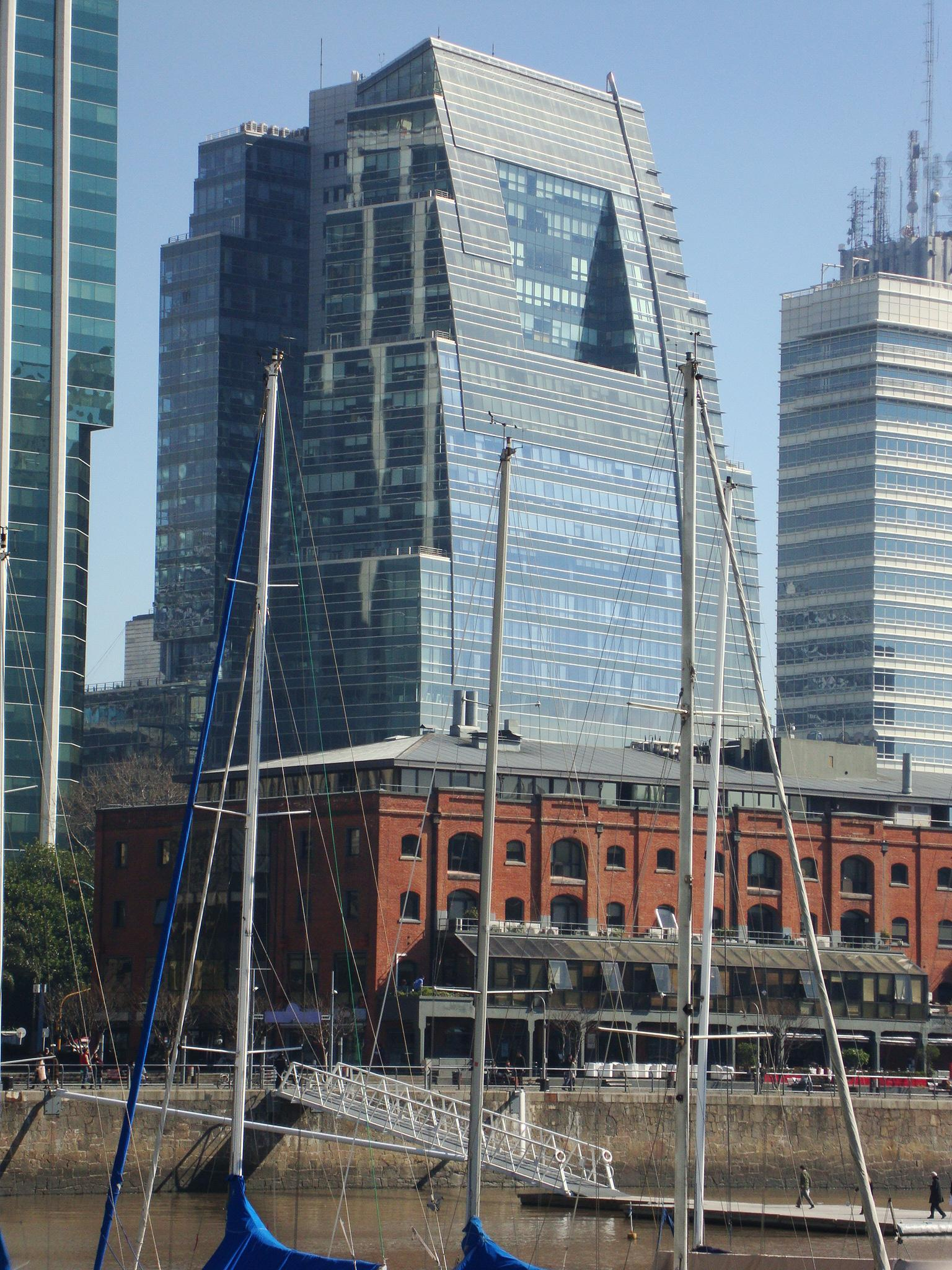
ブシャール・プラサ(ブエノスアイレス)の本社社屋

1930年代には1日平均35万部の発行数を誇り、ラテンアメリカ最大のオピニオンリーダーとして読者を喜ばせ、ブエノスアイレスでこれを超えるものはタブロイド紙の『クリティカ』紙のみであった。1945年、新たなライバル『クラリン』紙登場、1962年、『クリティカ』紙廃刊、1975年、『クロニカ』紙休刊を経て、ブランケット判『ラ・ナシオン』紙とタブロイド判『クラリン』紙が市場1位を争うライバル関係の構図が確立された。保守系では『ラ・プレンサ』がライバル紙である。
『ラ・ナシオン』紙の1日あたりの平均購読部数は2013年で15万9,486部で、ブエノスアイレスの日刊紙購読者の20%程度となっている。また、国境を越えて世界的に読まれている日刊紙でもある。
スペイン語圏で最も著名といえる執筆者を数多く擁しており、ホセ・マルティ、ミゲル・デ・ウナムーノ、エドゥアルド・マジェア、ホセ・オルテガ・イ・ガセット、ルベン・ダリオ、アルフォンソ・レイエス、ホルヘ・ルイス・ボルヘス、マリオ・バルガス・リョサ、マヌエル・ムヒカ＝ライネスと言った面々が常に歴代のコラムを飾ってきた。
伝統的に保守的であり、カトリック教会、軍事、大農場主を代弁しているが、コラムニストの個性により幅広い政治思想に対応している。

## 出版
『ラ・ナシオン』は当初バルトロメ・ミトレの邸宅から出版された（現在は「ミトレ博物館」）。事務所をたびたび移転しており、1929年、フロリダ・ストリートのプラテレスケ本社を発足させた。現在の出版部本社は、既存の日刊紙の事務所があった6階建てのブシャール・プラサを残しつつ2000年から2004年にかけて建築された26階建てのポスト・モダニズム様式の高層ビルにある。
『ラ・ナシオン』を主宰するバルトロメ・ミトレ(創設者と同名の玄孫)はADEPA（アルゼンチン新聞業界の業界団体）やパペル・プレンサ（アルゼンチンの新聞印刷工業の業界団体）を、2008年から2009年にかけて『クラリン』対キルチネリスム論争を展開したクラリン・グループと共に牛耳っている。
2012年初頭、『ラ・ナシオン』社は『El Diario-La Prensa』を出版するImpreMedia社の株式の過半数を取得し、米国に拠点を置くスペイン語紙『El Diario-La Prensa』、『La Opinión』を買収した。アルゼンチンでは寡占、不正競争と価格のつり上げが批判され、米国の地元のヒスパニック系コミュニティのリーダーは、アルゼンチン紙の保守的な偏向とその新たに買収した新聞が呈する地元のヒスパニック系コミュニティとの接点の欠如を理由にこの買収に批判的である。新経営陣は、厳格な方法での業務コスト削減、米国の固有社員の大規模な解雇など、経営圧縮努力を断行し始めており、米国のヒスパニック系報道業務を弱体化させると主張する声もある。

## 外部リンク

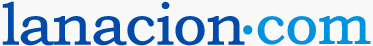